# Chabuata fasciata
Chabuata fasciata är en fjärilsart som beskrevs av Köhler 1947. Chabuata fasciata ingår i släktet Chabuata och familjen nattflyn. Inga underarter finns listade i Catalogue of Life.